# Rivulus ornatus
Rivulus ornatus és un peix de la família dels rivúlids i de l'ordre dels ciprinodontiformes. Es troba a Sud-amèrica: Brasil i el Perú.
Els mascles poden arribar als 3,5 cm de longitud total.